# Самсонова Надія Василівна
Надія Василівна Самсонова (рос. Надежда Васильевна Самсонова; нар. 26 квітня 1924, Київ, Українська РСР — пом. 9 січня 2010, Москва, Росія) — радянська кіноакторка.

## Життєпис
Надія Самсонова народилася 26 квітня 1924 року в Києві. У 1950 році закінчила Всеросійський державний інститут кінематографії (ВДІК). 
Визнана майстриня епізоду. Виконавиця гострих, екстравагантних ролей. Знялася в понад 200 фільмах. Серед найбільш помітних ролей: Бочкова («Воскресіння»), Базюкова ( «Тиха пристань»), Нателла Василівна («Салон краси»), Анеля Карлівна («Мій чоловік — інопланетянин»), в азербайджанському фільмі-опереті «Ромео, мій сусід» вона зіграла Стеллу, а в українській феєрії «Штепсель одружує Тарапуньку» — наречену Жозю. 
Брала участь у дублюванні близько 800 фільмів. 
У 1950-1980 роки Надія Самсонова працювала акторкою Театру-студії кіноактора. Також була у штаті кіностудії імені Горького. 

## Родина
У 1946 році Надія Самсонова одружилася з однокурсником Сергієм Гурзо (1926-1974). 2 листопада 1947 року народила близнят Сергія і Наталю, які стали артистами. 
У 2002 році до свого прізвища додала прізвище чоловіка Самсонова-Гурзо. 

## Смерть
Надія Самсонова померла 9 січня 2010 року в Москві на 86-му році життя. Похована на Донському кладовищі. 

## Фільмографія
- 1950 — У мирні дні — медсестра Маруся
- 1952 — Ревізор — донька Земляники (немає в титрах)
- 1956 — Безпокійна весна — шоферка Маруся
- 1957 — Штепсель одружує Тарапуньку — наречена Жозя, модистка
- 1958 — Біля тихої пристані —  Лариса Базюкова, дружина Арнольда
- 1959 — Люди на мосту —  провідниця
- 1959 — Аннушка —  продавчиня
- 1960 — Воскресіння —  Євфимія Бочкова
- 1960 — Перше побачення —  зла громадська діячка
- 1961 — Мишка, Серьога і я —  сусідка адресата
- 1961 — Коли дерева були великими —  буфетниця
- 1962 — Веселі історії —  жінка з білизною
- 1963 — Королівство Кривих Дзеркал —  принцеса
- 1963 — Ромео, мій сусід —  Стелла
- 1964 — Хочете - вірте, хочете - ні... —  Оперна співачка
- 1964 — Зелений вогник —  продавчиня відділу подарунків в Салоні для молодят
- 1965 — Лебедєв проти Лебедєва —  працівниця відділу кадрів НДІ
- 1966 — Поганий анекдот —  Клеопатра Семенівна
- 1966 — Чорт із портфелем —  відвідувачка
- 1968 — Золоте теля —  Чеважевська
- 1968 — Щит і меч —  фрау Вільма
- 1968 — Чоловіча розмова
- 1973 — Аніскін і Фантомас —  сільська пліткарка
- 1974 — Юркові світанки —  Анна Данилівна (мати Жені)
- 1975 — Це ми не проходили —  Вероніка Олександрівна, вчителька літератури
- 1976 — Принцеса на горошині —  головна фрейліна
- 1977 — Вусатий нянь —  жвава бабуся
- 1980 — Історія одного потиличника —  сусідка Козлова
- 1980 — Нічна подія —  хвора в клініці
- 1980 — Огарьова, 6 —  пограбована, у якої вкрали ікони
- 1981 — Все навпаки
- 1984 — Дуже важлива персона —  мати нареченого
- 1985 — Салон краси —  клієнтка Петра Максимовича
- 1987 — Крейцерова соната — стара кокетка в борделі'
- 1990 — Мій чоловік — іншопланетянин —  Анеля Карлівна, мама Люсі